# یانترا (استان گابرووو)
یانترا (به بلغاری: Yantra) یک منطقهٔ مسکونی در بلغارستان است که در شهرستان دریانوو واقع شده‌است.